# ビーヴァーブルック男爵
ビーヴァーブルック男爵（ビーヴァーブルックだんしゃく、英: Baron Beaverbrook）は、連合王国貴族の男爵位。実業家・政治家のマックス・エイトケンが1916年に叙されたのに始まる。日本語ではビーバーブルックとも表記される。

## 歴史

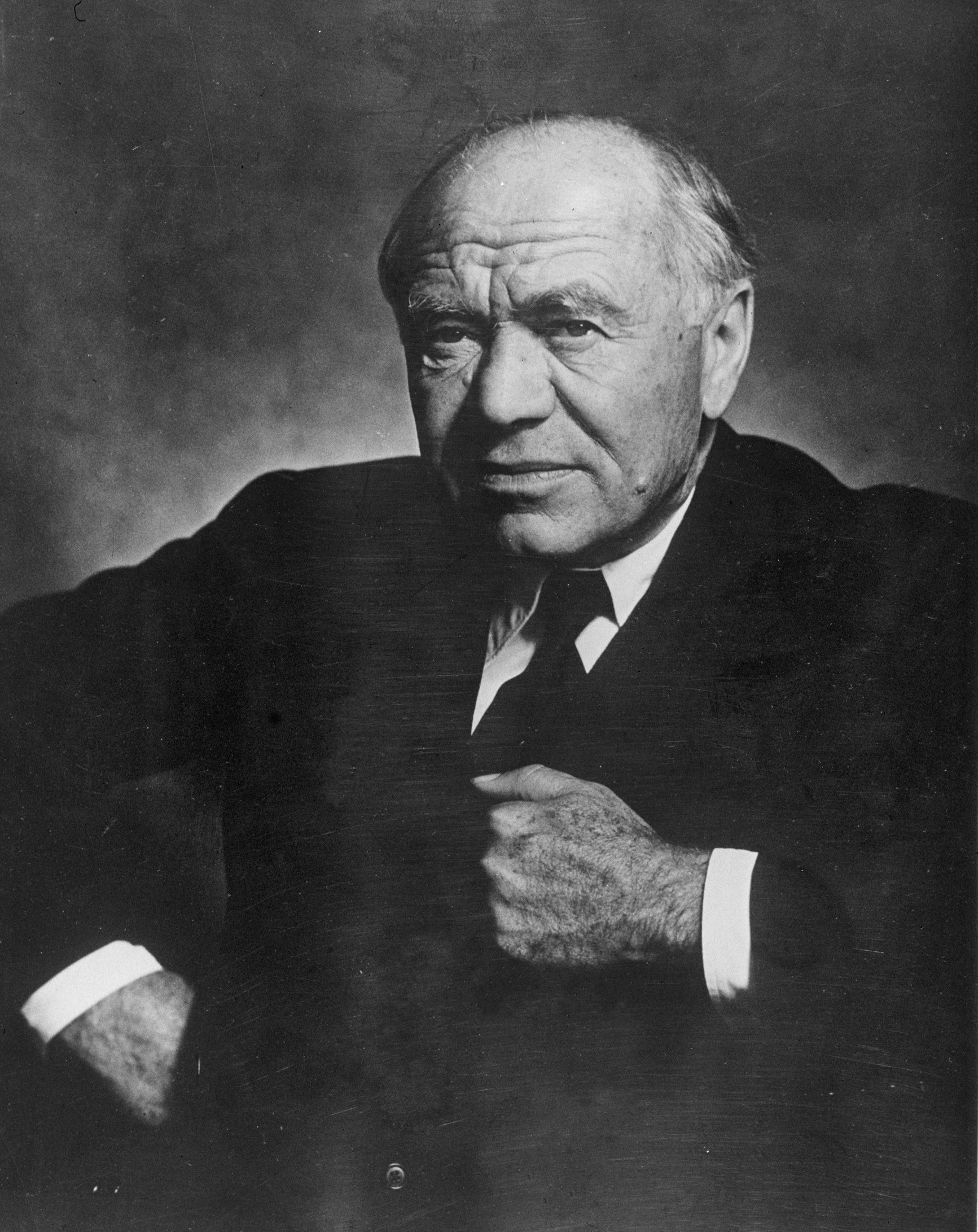
初代男爵ウィリアム・エイトケン

カナダで実業家として成功して財を築き、イギリスで政治家・新聞事業者となったウィリアム・マックスウェル・（マックス）・エイトケン(1879–1964)は、1916年7月3日に(ニューブランズウィックの)準男爵（Baronet "of New Brunswick"）、ついで1917年1月2日に連合王国貴族爵位カナダ・ニューブランズウィック州におけるビーヴァーブルック、およびサリー州チャークリーの初代ビーヴァーブルック男爵（Baron Beaverbrook, of Beaverbrook in the Province of New Brunswick, Canada, and of Cherkley in the County of Surrey）に叙せられた。彼は『デイリー・エクスプレス』や『イヴニング・スタンダード』を買収した新聞事業者として知られ、第二次世界大戦中には第1次チャーチル内閣で軍事関連の閣僚職を歴任した。
初代男爵が1964年6月9日に死去すると、その長男ジョン・ウィリアム・マックスウェル（マックス）・エイトケン(1910–1985)が2代男爵を継承したが、彼は同年6月12日にも爵位一代放棄を行っている。
彼の死後、その長男マックスウェル（マックス）・ウィリアム・ハンフリー・エイトケン(1951 -)が3代男爵を継承した。2016年現在の当主も彼である。
邸宅はオックスフォードシャー・ウォンテージのデンチュワース・マナー（Denchworth Manor）。家訓は「私のための道具。道具のための私ではない（Res Mihi Non Me Rebus）」）

## 現当主の保有爵位・準男爵位
現当主マックスウェル・ウィリアム・ハンフリー・エイトケンは以下の爵位・準男爵位を保有している。
- カナダ・ニューブランズウィック州におけるビーヴァーブルック、およびサリー州チャークリーの第3代ビーヴァーブルック男爵（3rd Baron Beaverbrook, of Beaverbrook in the Province of New Brunswick, Canada, and of Cherkley in the County of Surrey）
（1917年1月2日の勅許状による連合王国貴族爵位）
- (ニューブランズの)第3代準男爵（3rd Baronet "of New Brunswick"）
（1916年7月3日の勅許状による連合王国準男爵位）

## ビーヴァーブルック男爵 (1917年)
- 初代ビーヴァーブルック男爵ウィリアム・マックスウェル（マックス）・エイトケン (1879–1964)
- 2代ビーヴァーブルック男爵ジョン・ウィリアム・マックスウェル（マックス）・エイトケン（英語版） (1910–1985) (1964年爵位一代放棄)
- 3代ビーヴァーブルック男爵マックスウェル（マックス）・ウィリアム・ハンフリー・エイトケン（英語版） (1951-)
  - 法定推定相続人は現当主の息子マックスウェル・フランシス・エイトケン (1977-)